# じょうぎ座
じょうぎ座（じょうぎざ、Norma）は、現代の88星座の1つ。18世紀半ばに考案された新しい星座で、製図や建築に用いる指矩をモチーフとしている。日本では、十島村以南で星座の全域を見ることができる。

## 主な天体
小さな星座で、明るい恒星もない。また、この星座にはα星とβ星がない。

### 恒星
2022年4月現在、国際天文学連合 (IAU) が認証した固有名を持つ恒星は1つもない。
- γ2星：見かけの明るさ4.02等の橙色巨星で4等星[5]。じょうぎ座で最も明るく見える恒星。

### 星団・星雲・銀河

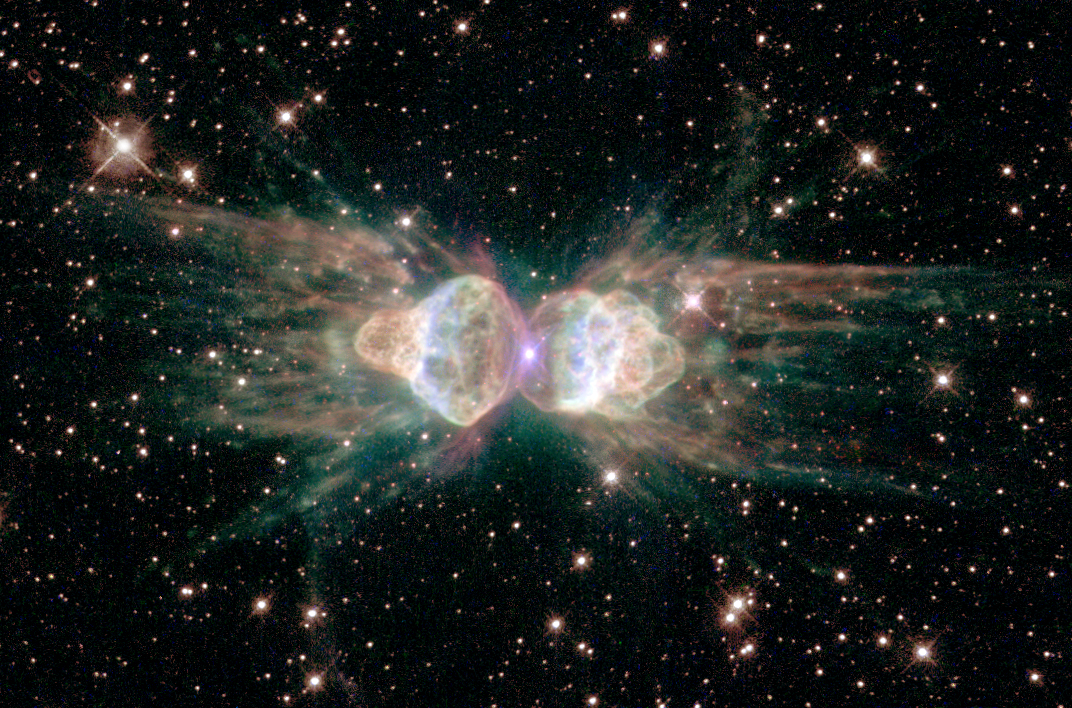
1997年から1998年にかけてハッブル宇宙望遠鏡が撮像したアリ星雲。

星座全体が天の川にかかっているので、多くの星雲・星団がある。
- NGC 6087：散開星団。じょうぎ座の散開星団の中で最も明るい。南東の隅にある。
- アリ星雲：中央に共生星があるとされる双極性星雲。その姿が昆虫のアリに似ていることから Ant Nebula と呼ばれる[6]。
- じょうぎ座銀河団：じょうぎ座とみなみのさんかく座の境界付近の方向にある銀河団。天の川銀河から約2億2000万光年の位置にある。

## 由来と歴史
じょうぎ座は、18世紀にフランスの天文学者ニコラ＝ルイ・ド・ラカイユが考案した。
帝政ローマ期2世紀の学者クラウディオス・プトレマイオスの著書『ヘー・メガレー・スュンタクスィス・テース・アストロノミアース』、いわゆる『アルマゲスト』では、じょうぎ座の恒星の多くの星は、おおかみ座とさいだん座の間にある「どの星座にも属していない星」として扱われていた。ラカイユは、1756年に刊行されたフランス科学アカデミーの1752年版の紀要『Histoire de l'Académie royale des sciences』に掲載された星図で、この星域に製図用具の指矩と直定規の星座絵を描き、フランス語で指矩と直定規を意味する l'Équerre et la Règle という星座名を記した。ラカイユの死後の1763年に刊行された著書『Coelum australe stelliferum』に掲載された第2版の星図では、ラテン語で短縮した「Norma」と呼称が変更されている。
1801年にヨハン・ボーデが刊行した『ウラノグラフィア』では指矩と直定規を意味する Norma et Regula として描かれた。また19世紀末のアメリカのアマチュア博物学者リチャード・ヒンクリー・アレンによると「ユークリッドの定規」を意味する Quadrans Euclidis と呼ばれたとされる。
1922年5月にローマで開催されたIAUの設立総会で現行の88星座が定められた際にそのうちの1つとして選定され、星座名は Norma、略称は Nor と正式に定められた。新しい星座のため星座にまつわる神話や伝承はない。
ラカイユがじょうぎ座を設けた際、彼はα星からμ星まで10個の星をリストアップしていたが、α星とβ星はフランシス・ベイリーが1845年に刊行した『British Association Catalogue』でさそり座の領域に無名の星として加えられた。後にベンジャミン・グールドによって、α星はさそり座N星、β星はさそり座H星とされた。

## 呼称と方言
日本では、1910年（明治43年）2月刊行の日本天文学会の会誌『天文月報』第2巻第11号で星座名の改訂が示された際に「定規」という呼称が使われている。この訳名は、1925年（大正14年）に初版が刊行された『理科年表』にも「定規（ぢゃうぎ）」として引き継がれた。戦後の1952年（昭和27年）7月に日本天文学会が「星座名はひらがなまたはカタカナで表記する」とした際に、Norma の日本語の学名は「じょうぎ」と定められ、これ以降は「じょうぎ」という学名が継続して用いられている
天文同好会の山本一清らは、既にIAUが学名を Norma と定めた後の1931年（昭和6年）3月に刊行した『天文年鑑』第4号で、星座名を Norma alias Quadra Euclidi 訳名「水準と方形定規」または Norma et Regula 訳名「水準と定規」と紹介し、以降の号でもこの星座名と訳名を継続して用いていた。